# Eleccions al Landtag de Baviera de 1994
Les eleccions al Landtag de Baviera de 1994 van ser guanyades novament per la Unió Social Cristiana de Baviera (CSU) amb majoria absoluta. La SPD augmenta una mica, Els Verds són la tercera força política, el FPD perd la representació i els Republicans queden novament fora.
| Partit Polític   | Percentatge | Escons |
| ---------------- | ----------- | ------ |
| CSU              | 52,2        | 120    |
| SPD              | 30,0        | 70     |
| Els Verds        | 6,1         | 14     |
| FPD              | 2,8         | -      |
| Die Republikaner | 3,4         | -      |